# 2023年世界沙灘運動會
2023年世界沙灘運動會，正式名稱為2023年ANOC世界沙灘運動會，為第二屆世界沙灘運動會。原定於2021年舉行的2021年ANOC世界沙灘運動會，由於嚴重特殊傳染性肺炎疫情而推遲到2023年。2023年7月，印度尼西亞奧委會放棄主辦是屆世界沙灘運動會 ，令ANOC無法找到替代主辦方，因此取消2023年的世界沙灘運動會。

## 主辦權

### 申辦
表達興趣
- 香港:

中國香港體育協會暨奧林匹克委員會在2016年兩次申辦亞洲運動會失敗後，就考慮申辦2021年世界沙灘運動會，因為認為舉辦沙灘運動賽事比洲際運動會在經濟上更可行。如果香港中選，考慮的選址地點包括淺水灣、赤柱、南區、大嶼山和大浪灣。
- 印度尼西亞

印尼已正式成為主辦2023年世界沙灘運動會（WBG）的最強候選國。此項決定於10月24日至25日在希臘克里特島舉行的國家奧林匹克委員會協會 (ANOC) 大會上正式宣布。
- 洛杉磯:

加州極限運動會與洛杉磯極限運動會組織合作申辦2021年（及後被延遲至2023年）世界沙灘運動會。 

## 比賽項目
- 室外羽球（詳細）（4）
- 鐵人兩項（詳細）（3）
- 3×3籃球（詳細）（2）
- 沙灘足球（詳細）（2）
- 沙灘競速划船（詳細）
- 沙灘手球（詳細）（2）
- 沙灘網球（詳細）（3）
- 沙灘水球（詳細）
- 4×4沙灘排球（詳細）（2）
- 沙灘角力（詳細）（8）
- 空手道（詳細）（2）
- 公開水域游泳（詳細）（3）
- 衝浪（詳細）
- 風翼衝浪（詳細）（2）